# Antônio de Castro Mayer
Antônio de Castro Mayer (20. června 1904, Campinas – 25. dubna 1991, Rio de Janeiro) byl brazilský katolický duchovní a teolog, biskup diecéze Campos (1949-1981) a zakladatel a první představený Kněžské společnosti sv. Jana Marii Vianneye. Je jedním z nejvýznamnějších představitelů pokoncilního tradičního katolicismu.

## Život
Byl blízkým přítelem a spolupracovníkem arcibiskupa Lefebvra. Odmítl ve své diecézi zavést pokoncilní liturgické změny a poté, co z důvodu věku opustil biskupský stolec, založil Kněžskou společnost sv. Jana Marii Vianneye, která působila vedle oficiálních diecézních struktur a dále nabízela věřícím tradiční římskou mši. Když 30. června 1988 společně s arcibiskupem Lefebvrem vysvětil v Ecône bez svolení papeže čtyři biskupy, byl prohlášen za exkomunikovaného. Exkomunikaci nikdy neuznal.